# Dietrich Carl Piderit

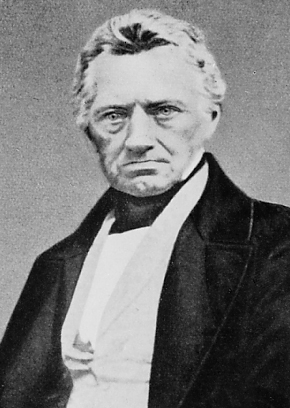
Dietrich Carl Piderit

Dietrich Karl Piderit (* 21. Januar 1790 in Blomberg; † 20. August 1854 in Bad Ems) war deutscher Beamter, Politiker und Richter im Fürstentum Lippe.

## Leben
Piderit war der Sohn des Richters zu Blomberg Justus Karl Heinrich Piderit. Er studierte ab 1809 Rechtswissenschaften an der Universität Göttingen. Mit dem Rang als Sekondeleutnant wurde er am 26. Februar 1812 im Bataillon Lippe angestellt und nahm als Auditor Napoleons am Russlandfeldzug teil. Während der Befreiungskriege stieg er Ende Januar 1814 zum Premierleutnant auf und schied nach Kriegsende im Jahr darauf aus dem Militärdienst aus.
1820 bis 1825 war er Anwalt, bevor er 1825 als Regierungsassessor in lippische Staatsdienste trat. 1831 wurde er Regierungsrat und 1845 Geheimer Regierungsrat. Am 20. März 1850 erhielt er die Ernennung zum Geheimen Oberregierungsrat.
Piderit vertrat Lippe im Erfurter Herrenhaus und war danach Berater des Erbprinzen auf dem Berliner Fürstenkongress 1850. Piderit war ein entschiedener Gegner der reaktionären Politik Fischers.
Der Pideritplatz in Blomberg ist nach ihm benannt.